# Ксенже-Млини (Лодзинське воєводство)
Ксенже-Млини (пол. Księże Młyny) — село в Польщі, у гміні Пенчнев Поддембицького повіту Лодзинського воєводства.
Населення — 90 осіб (2011).
У 1975-1998 роках село належало до Серадзького воєводства.

## Демографія
Демографічна структура станом на 31 березня 2011 року:
|          | Загалом | Допрацездатний вік | Працездатний вік | Постпрацездатний вік |
| -------- | ------- | ------------------ | ---------------- | -------------------- |
| Чоловіки | 49      | 4                  | 37               | 8                    |
| Жінки    | 41      | 2                  | 21               | 18                   |
| Разом    | 90      | 6                  | 58               | 26                   |